# John Fulton Reynolds
John Fulton Reynolds (Lancaster (Pennsylvania), 20 september 1820 –Gettysburg (Pennsylvania), 1 juli 1863) was een officier in het Amerikaanse leger en generaal van de Noordelijken in de Amerikaanse Burgeroorlog.
Het was een van de meest gerespecteerde officiers van de Unie, ondanks zijn geringe oorlogservaring.
Hij speelde een belangrijke rol als aanvoerder van het Leger van de Potomac in de Slag bij Gettysburg. Reynolds werd gedood aan het begin van deze veldslag.

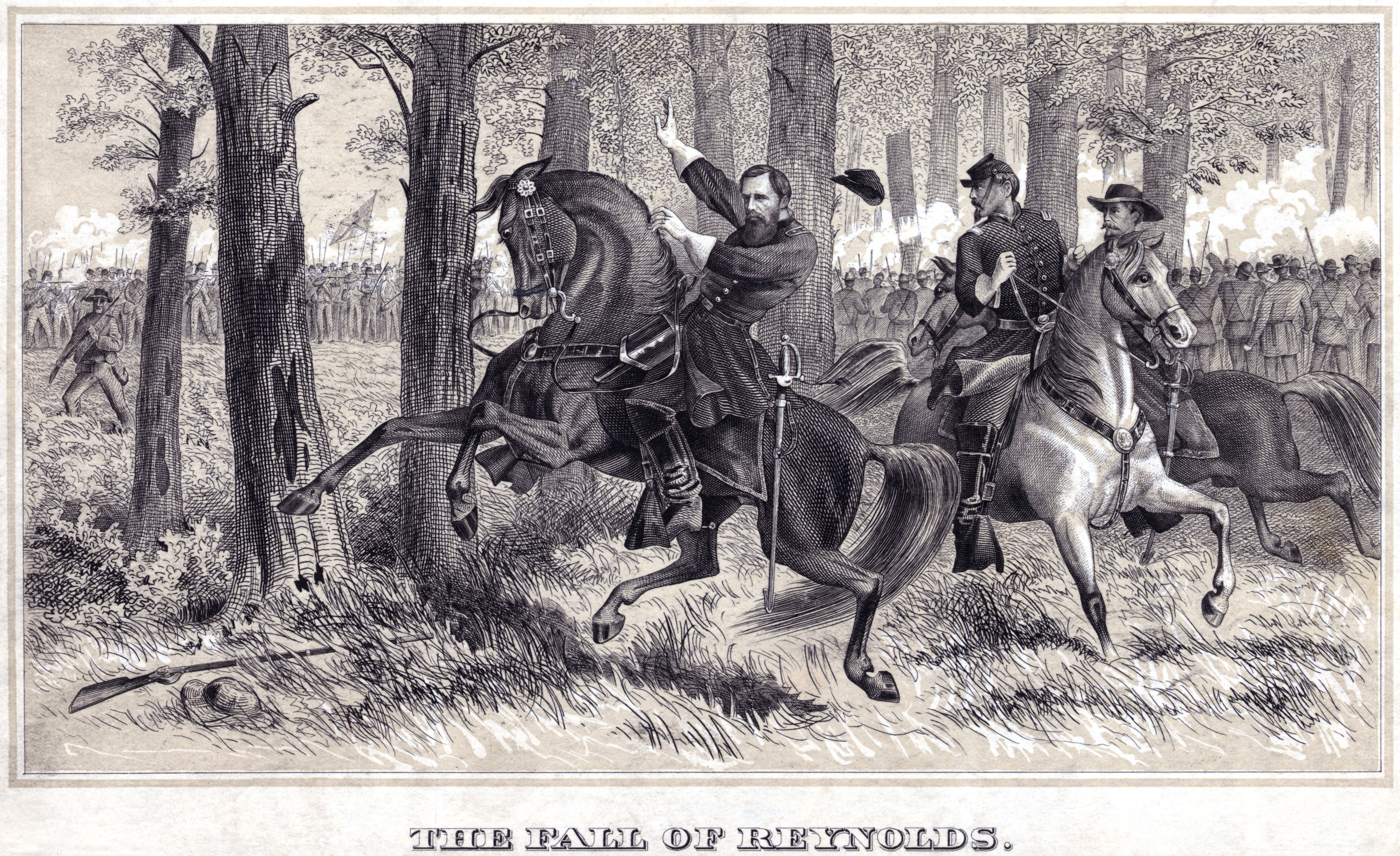
Tekening van Reynolds' dood (door Alfred Rudolph Waud)

## Militaire loopbaan
- Cadet: 1 juli 1837 - 1 juli 1841[2]
- Brevet Second Lieutenant: 1 juli 1841[2]
- Second Lieutenant: 23 oktober 1841[2]
- First Lieutenant: 18 juni 1846[2]
- Brevet Captain: 23 september 1846[2]
- Brevet Major: 23 februari 1847[2]
- Captain: 3 maart 1855[2]
- Lieutenant Colonel: 14 mei 1861[2]
- Colonel: 1 juni 1863[2]
- Brigadier General U. S. Volunteers : 20 augustus 1861[2]
- Major General U. S. Volunteers: 29 november 1862[2]